# Opciós utalvány (warrant)
Opciós utalványokat (warrant-okat) általában vállalatok bocsátanak ki. Abban tér el a szokványos opcióktól, hogy lehívásának fedezetéül a vállalatnak új részvényeket kell kibocsátania, mellyel a forgalomban lévő részvények száma, így a közkézhányad is megnő. A warrant bevételt eredményez a vállalatnak amikor a tulajdonosa kifizeti az opciós megállapodásban rögzített kötési árat. Az előbbi különbségek miatt az értéke különbözik az azonos feltételekkel rendelkező vételi opció értékétől.

## Jellege
Opciós utalványok lehetnek amerikai, illetve európai eredetűek. Az amerikai warrantot a lejárat napjáig bármikor le lehet hívni, míg az európait csak a lejárat napján.

## Típusai
A warrantoknak két típusa van: vételi (call) illetve eladási (put).

## Fajtái
- Eladási: Olyan pénzügyi elszámolási opciós utalvány, amely a mögöttes befektetési eszköznek (derivatívának)  a warrant kibocsátója részére előre megadott árfolyamon történő értékesítésre vonatkozó jogosultságot jelenít meg.
- Fedezetlen: Olyan opciós utalvány, ahol a warrant kibocsátója azonos a mögöttes befektetési eszköz jogosultjával.
- Fedezett: Olyan opciós utalvány, ahol a warrant kibocsátója nem azonos a mögöttes befektetési eszköz jogosultjával.
- Vételi: Olyan pénzügyi elszámolású warrant, amely a mögöttes befektetési eszköznek a warrant kibocsátójától előre megadott árfolyamon történő megvásárlásra vonatkozó jogosultságot testesít meg.